# Raffball
Raffball ist eine Ballsportart. 
Es treten zwei Mannschaften gegeneinander an. Ziel ist es einen Vollball in das gegnerische Tor bzw. hinter eine Mallinie zu spielen. Die Mannschaftsstärken variieren zwischen sieben und zehn Spielern, auch gibt es keine feststehende Praxis zur Größe des Spielfeldes. Die Spielzeit beträgt zweimal 15 Minuten oder auch drei gewonnene Durchgänge.
Das Spiel wurde 1891 durch den Braunschweiger Konrad Koch (1846–1911) entwickelt und gilt als Vorläufer des modernen Handballs. In 1897 veröffentlichten Regeln war festgelegt, dass die Spieler den Ball nur mit der Hand spielen und mit Ballbesitz auch nicht mehr als zwei Schritte laufen durften.